# Культяпов, Николай Александрович
Николай Александрович Культяпов (род. 21 ноября 1948 года, Горький, СССР) — российский писатель, общественный деятель, подполковник ФСБ в отставке, автор 20 книг, а также публикаций в различных журналах, сборниках и альманахах. Филолог, исследователь русского алфавита.

## Биография
Родился в Горьком. 25 лет прослужил в органах госбезопасности. По роду службы находился в некоторых горячих точках. Отмечен правительственными наградами, в том числе медалями: «За боевые заслуги», трижды «За безупречную службу», «60 лет Вооружённых Сил СССР», «70 лет Вооружённых Сил СССР», «90 лет Советских Вооружённых Сил», «95 лет Советской армии и ВМФ», «90 лет военной контрразведки», «65 лет Победы», «К 140-летию со дня рождения В. И. Ленина», «К 300-летию со дня рождения М. В. Ломоносова», «80 лет ВЧК-КГБ СССР», «90 лет ВЛКСМ», «90 лет СССР», «70 лет Сталинградской Победы», «100 лет противовоздушной обороне», «70 лет Великой Победы», «100 лет органам государственной безопасности». Кандидат в мастера спорта СССР по настольному теннису.

### Писатель
До 45 лет не занимался никаким литературным трудом. По собственному признанию, решил попробовать себя на этом поприще случайно:
Мы сидели с друзьями и выпивали. Кто-то из нас неожиданно начал читать известную народную байку „Отец Онуфрий“, где все слова на „о“. „Однажды осенью отец Онуфрий, отслужив обедню, отправился осматривать окрестности Онежского озера…“. И так далее. Я вдруг подумал: в этой байке 42 слова, а можно ли написать больше? Сначала получилась одна страничка, потом другая. И дело пошло. Работал из чисто спортивного интереса. А вышла — целая повесть.
Результатом этой работы стала книга «Ольгин остров». В ней насчитывается 16 тысяч слов на букву «о». Повесть стала всемирно известной и была включена в Книгу рекордов Гиннесса. Следом появился роман «Приключения пехотинца Павла Петрова», где использовано 86 тысяч слов на букву «п». Книги Николая Культяпова находятся в различных музеях и в крупнейших библиотеках мира (в том числе в Библиотеке Конгресса США), в национальных и государственных университетах, в академиях наук, ЮНЕСКО, ООН. Повести и романы Культяпова зарегистрированы в Книгах рекордов Гиннесса Европы, СНГ и во всех российских аналогах. Книгу «Приключения пехотинца Павла Петрова» Николай Культяпов послал в подарок президенту России Владимиру Путину.
«…Произведя планомерные перестановки, предстоит постаревших, поглупевших примитивов поспешно поменять, повинных прохвостов, пьяниц, просто преступников привлечь, передав правосудию, подготовленные позитивные планы побыстрее претворить, перенять положительные прецеденты, поднять почти приостановленное производство, повысить престиж производимой продукции, помочь подрастающему поколению, покалеченным, пенсионерам, поддержать пытающихся перевоспитаться правонарушителей, применяя при потребности поручительство, попечительство, патронаж…»
Пишет в разных жанрах (преимущественно детективы).

### Общественный деятель
С 2016 года ведёт большую общественную работу. Является председателем Нижегородского регионального отделения Всероссийской общественной организации «Трудовая доблесть России» и членом областного Совета ветеранов Управления ФСБ. Провёл более 3500 уроков мужества, творческих встреч и выступлений в школах, техникумах, вузах, библиотеках, воинских частях, в трудовых коллективах и санаториях. Печатался в международных и российских журналах в Канаде, Австрии, Израиле, Украине, в Москве, Санкт-Петербурге, Нижнем Новгороде и других городах.
С 2022 года член-корреспондент Международной Академии наук и искусств с вручением медали Петра ׀ «За крупные заслуги».

### Награды
Лауреат и дипломант около 20 международных и всероссийских литературных премий.
- В 2009 году роман Культяпова стал лауреатом премии «Твои, Россия, сыновья!»
- Отмечен медалью Союза писателей баталистов-маринистов «За труды в военной литературе».
- 6 раз становился лауреатом Национальной литературной премии «Золотое перо России»[11]. В 2010 году международным жюри включён в список «Лучших авторов нового тысячелетия».
- 4 раза лауреат Международного конкурса искусств «Чистое детство».
- 5 раз награждён литературной медалью «За вклад в военную литературу».
- «Заслуженный ветеран Нижегородской области»
- «Почётный ветеран города Нижний Новгород»
- «Заслуженный ветеран ПАО «ГАЗ»
- Медаль имени М.А. Шолохова в номинации «Классики хх׀ века»
- Диплом Всемирного Союза Писателей Содружества литературных сообществ «Русскоязычный литературный мир», включающий 70 стран шести континентов и медалью «М.В. Ломоносов. За заслуги. Слава русскому народу» за «Оду русскому языку».
- Награжден Почётным знаком Центрального Совета Всероссийской организации ветеранов, медалями «За заслуги в военно-патриотическом воспитании», «За активную военно-патриотическую работу», «Защитник Отечества», «В память 800-летия Нижнего Новгорода».
- Медаль к 100-летию физкультуры и спорта.